# 102 Minutes That Changed America

102 Minutes That Changed America is een Amerikaanse documentaire uit 2008 over de aanslagen op 11 september 2001, waarbij vliegtuigen zich in de eerste twee torens van het World Trade Center boorden en het gehele complex vernietigden. Producent History gebruikte hiervoor vrijwel uitsluitend beelden en geluidsfragmenten opgenomen door ooggetuigen en hulpdiensten. Deze zijn zo gemonteerd dat de documentaire evenlang duurt als de hierin getoonde gebeurtenissen.
De documentaire laat regelmatig de oorspronkelijke tijdstippen van de getoonde gebeurtenissen zien in de vorm van een lopende klok in een verder zwart beeld. De meeste filmbeelden in de documentaire zijn met amateurcamera's opgenomen en worden zonder voice-overs vertoond. De enige toevoeging achteraf is een soundtrack bedoeld om de dramatiek aan te zetten.
102 Minutes That Changed America werd in Nederland voor het eerst op televisie uitgezonden op 9 september 2008, door SBS6. In tegenstelling tot de Amerikaanse televisiepremière op 11 september 2008 (exact zeven jaar na dato), werd de Nederlandse vertoning verschillende keren onderbroken voor reclamespotjes, waardoor de uitzending niet 102 maar 125 minuten duurde.